# Franca Settembrini
Franca Settembrini (* 28. November 1947 in Florenz; † Oktober 2003) war eine italienische Künstlerin der Art brut.

## Leben
Franca Settembrini wurde in Florenz geboren und kam 1958 im Alter von elf oder zwölf Jahren erstmals in die Kinderabteilung des psychiatrischen Krankenhauses San Salvi in Florenz. In den 1960er und frühen 1970er Jahren organisierte das psychiatrische Team erfolglos Rehabilitationsprogramme für sie und sie blieb die folgenden Jahrzehnte in dieser Einrichtung. Parallel besuchte sie von 1976 bis 1986 das Atelier „La Tinaia“, eine Werkstatt für künstlerischen Ausdruck, in der sie die Malerei und das Zeichnen für sich entdeckte.
Im Zuge der Schließung der öffentlichen psychiatrischen Kliniken wurde Franca Settembrini 1986 in verschiedenen Einrichtungen der Region untergebracht. Zuerst wurde sie in eine private Einrichtung außerhalb von Florenz verlegt, wo sie keine Möglichkeit mehr zum Malen hatte. 1991 wurde sie nach einem kleinen Diebstahl in die psychiatrische Justizklinik in Castiglione delle Stiviere eingewiesen, die ein künstlerisches Programm anbot, an dem sie teilnahm. Dort begann sie wieder zu malen und besuchte mehrere Jahre lang das Künstleratelier. Als sie 1995 nach Florenz zurückkehrte um in einer therapeutischen Wohngruppe zu leben, schloss sie sich erneut „La Tinaia“ an. Sie starb 2003 in Florenz.

## Werk
Franca Settembrini schuf monumentale Kompositionen. Dabei verwendete sie Gouache für die Papierblätter und Farbe für die großformatigen Leinwände. Sie umrandete ihre Motive mit einem schwarzen Pinsel und füllte die Innenflächen dann mit hellen Farben aus. Sie malte ein „weibliches Universum“, das von femininen Figuren mit großen Händen und üppigem Haar bevölkert war, die sie mit Blumen, Schleifen und Dornenkronen schmückte. Ihre Werke zeigen kleine Mädchen, junge Bräute mit Schleiern und Diademen oder Sängerinnen mit dichtem Haar, durchdringenden und scharfen Augen, langen und spitzen Fingern, die sich zwischen Sonnen, Vögeln mit bunten Federn und Engeln bewegen.
Werke von befinden sich in der Collection de l’Art Brut in Lausanne, der „Casa dell’Art Brut“ in der Gemeinde Casteggio bei Pavia und der Schweizer Sammlung Dammann.

## Ausstellungen (Auswahl)
- 2024: Qu14ttordiciventiqu24ttro. Galerie Maroncelli 12, Mailand
- 2021: Vedi tu quello che vedo io? Galerie Maroncelli 12, Mailand
- 2018: The F factor. Femininity, frailty, force. Galerie Maroncelli 12, Mailand
- 2015: Furtive and wild like a deer. Masterpiece of Italian Irregular Art. Galerie Maroncelli 12, Mailand
- 2015: Outsider Art Fair. New York
- 2010: Collection Création Franche – 1989-2010. Musée de la Création Franche, Bègles
- 2007: Beautes Insensées. Salle d’Exposition du Quai Antoine, Monaco
- 2006: Oltre la ragione. Palazzo della Ragione, Bergamo
- 2002: Dissident Visions and Creations. Musée de la Création Franche, Bègles
- 1998: Einzelausstellung. Art et Marges Musée, Brüssel[2][4]